# يانا كالينينا
يانا كالينينا (بالأوكرانية: Калініна Яна Миколаївна) هي لاعبة كرة قدم أوكرانية، ولدت في 14 نوفمبر 1994 في أوكرانيا. شاركت مع منتخب أوكرانيا لكرة القدم للسيدات.

## وصلات خارجية
- يانا كالينينا على موقع الاتحاد الأوربي (الإنجليزية)
- يانا كالينينا على موقع قاعدة بيانات كرة القدم.إي يو (الإنجليزية)
- يانا كالينينا على موقع Soccerway.com (الإنجليزية)
- يانا كالينينا على موقع عالم كرة القدم.نت (الإنجليزية)